# 南美航空集团
南美航空集团（英語：LATAM Airlines Group S.A.）是南美洲一家航空控股公司，同時為該洲規模最大的航空公司，总部與註冊地位于智利圣地亚哥。其在巴西圣保罗設有办事处，在阿根廷、哥伦比亚、厄瓜多尔、巴拉圭和秘鲁設有子公司該集團透過美國存託憑證在紐約證券交易所及聖地牙哥證券交易所上市。
2019年9月27日達美航空斥資19億美元收購南美航空集团20%的股份，達美航空還將投資3.5億美元以南美航空集團建立戰略夥伴關係。
2020年5月26日，因受到2019冠狀病毒病疫情影響，南美航空集團宣布根據《美國法典第11章破產法》向法院聲請破產保護，同時暫停交易。

## 发展历史
合并
2010年8月13日，智利LAN航空（原名智利国家航空）和巴西TAM航空公司（原名南方航空运输）于签署了一份非约束性合并协议，随后于2011年1月19日签署了一份约束性协议，双方于2012年6月22日完成了合并，TAM航空公司的股东同意被LAN航空公司收购，成立新的南美航空集团LATAM。 LAN前CEO Enrique Cueto接任合并后的南美航空集团CEO; TAM前副董事长Mauricio Rolim Amaro接任南美航空集团董事长。
政府批准
智利当局于2011年9月21日批准了成立南美航空的协议，其中有11项限制。其中包括将四个从圣保罗/瓜鲁柳斯-安德烈·弗朗哥·蒙托罗州长国际机场到智利圣地亚哥阿图罗·梅里诺·贝尼特斯准将国际机场的航班时刻转移给竞争对手，只能选择加入寰宇一家或星空联盟航空公司联盟，限制在巴西和智利之间的航班上增加航班数量，开放代码共享的可能性和忠诚计划会员给感兴趣的竞争对手。
2011年12月14日，巴西当局批准了该协议，并施加了与智利当局类似的限制：南美航空必须在2012年8月之前选择加入哪个航空联盟，圣保罗和智利圣地亚哥之间的航班必须减少。当时，TAM有两对往返航班，而LAN有四对，LAN不得不将两对让与它们的竞争对手。 2013年3月7日，南美航空宣布最终决定选择加入寰宇一家。因此，TAM在2014年第二季度离开星空联盟加入寰宇一家
统一名称
2015年8月，南美航空集团宣布，所有南美航空旗下公司将统一更名为LATAM，不再分别以LAN和TAM的名字运营。到2018年，所有飞机将统一涂装。新品牌标识将覆盖公司业务的各个方面，如员工制服和机场登机设施。
资产重组
2019年9月26日，达美航空宣布计划以19亿美元收购南美航空公司20%的股份，以扩大达美航空进入拉美市场的渠道。此外，达美还承担了南美航空集团从寰宇一家退出的费用，并接收南美航空集团订购的所有空巴A350飞机。据报道，2020年1月1日，达美航空完成了对南美航空集团20%股权的收购。集团首席执行官恩里克·奎托于2020年3月31日辞职，由当时的首席商务官罗伯托·阿尔沃接任。2020年1月31日，LATAM宣布将于5月1日离开寰宇一家。

## 所有权
截止2022年12月，南美航空集团的股东情况如下所示：
| 股东                                               | 比重   |
| -------------------------------------------------- | ------ |
| 智利銀行                                           | 59.64% |
| 達美航空                                           | 10.03% |
| 卡塔尔航空                                         | 10.02% |
| 智利桑坦德銀行                                     | 9%     |
| 奎托集團（Cueto Group）與阿马罗集团（Amaro Group） | 3.93%  |
| 其他                                               | 7.38%  |

## 成员航空公司
南美航空集团现拥有以下成员分公司：
- 智利分公司（原智利国家航空部分）：
  -  智利南美航空
  -  南美快运航空
  -  智利南美货运航空
  -  哥伦比亚南美航空
  -  哥伦比亚南美货运航空
  -  厄瓜多尔南美航空
  -  秘鲁南美航空
  -  墨西哥南美货运航空
- 巴西分公司（原巴西天马航空部分）：
  -  巴西南美航空
  -  巴西南美货运航空
  -  巴拉圭南美航空

## 外部連結
- 南美航空集團